# Шато-Порсьен (кантон)
Шато́-Порсье́н (фр. Château-Porcien) — кантон во Франции, находится в регионе Шампань — Арденны, департамент Арденны. Входит в состав округа Ретель.
Код INSEE кантона — 0806. Всего в кантон Шато-Порсьен входит 16 коммун, из них главной коммуной является Шато-Порсьен.

## Коммуны кантона
| Коммуна            | Население, чел. (1999) | Почтовый индекс | Код INSEE |
| ------------------ | ---------------------- | --------------- | --------- |
| Авансон            | 300                    | 08300           | 08038     |
| Аннонь-Сен-Реми    | 104                    | 08220           | 08210     |
| Банонь-Рекувранс   | 139                    | 08220           | 08046     |
| Иномон             | 75                     | 08300           | 08234     |
| Конде-лез-Эрпи     | 159                    | 08360           | 08126     |
| Отвиль             | 111                    | 08300           | 08219     |
| Севиньи-Валеп      | 257                    | 08220           | 08418     |
| Сен-Кантен-ле-Пети | 158                    | 08220           | 08396     |
| Сен-Лу-ан-Шампань  | 223                    | 08300           | 08386     |
| Сен-Фержё          | 197                    | 08360           | 08380     |
| Серенкур           | 216                    | 08220           | 08413     |
| Сон                | 105                    | 08300           | 08426     |
| Тези               | 109                    | 08360           | 08438     |
| Шато-Порсьен       | 1285                   | 08360           | 08107     |
| Экли               | 177                    | 08300           | 08150     |
| Эрпи-л’Арлесьен    | 155                    | 08360           | 08225     |

## Население
Население кантона на 1999 год составляло 3 770 человек.
| 1962  | 1968  | 1975  | 1982  | 1990  | 1999  | 2006 | 2007 | 2008 |
| ----- | ----- | ----- | ----- | ----- | ----- | ---- | ---- | ---- |
| 3 664 | 4 153 | 3 905 | 3 891 | 3 888 | 3 770 | —    | —    | —    |